# Лужница (област)
Лужница е област в басейна на река Лужница, намираща се в Южна Сърбия и обхващаща части от община Бабушница и две села в община Бела Паланка.
Лужница е заобиколена от Сува планина на запад, Руй на юг и Влашка планина на североизток. Релефът е планински и разчленен от долини на голям брой по-малки потоци.
Този микрорегион принадлежи към слабо развитите райони. Стопанските центрове са: Бабушница и Люберажда.

## Подялба
Традиционно Лужница се дели на Горна и Долна. Понякога от останалата част на Лужница се отделя Лужничко Запланье. От диалектоложка гледна точка селата, които влизат в Лужничко (Горно) Запланье, са: Богдановъц, Брестов дол, Велико Бонинце, Грънчар, Дол, Завидинце, Линово, Мало Бонинце, Мезграя, Модра стена, Остатовица и Щърбовъц. Останалата част на Лужница се дели на Буковик и Лужница (истинска Лужница). В Буковик влизат селата Александровац, Бердуй, Вава, Валниш, Врело, Горчинце, Драгинац (Злокучане), Дучевъц, Калугерово, Камбелевци, Киевъц, Лисковица, Люберажда, Масуровъц, Радининце, Радосин, Раков дол, Ралин, Стол, Стрелъц, Студена, Цървена ябука. В истинска Лужница влизат Бабушница, Бежище, Братишевъц, Войници, Горне Кърнино, Горни Стрижевъц, Долно Кърнино, Долни Стрижевъц, Извор, Проваленик, Радошевъц, Ресник, Сурачево и Шливовик.

## История
В 1878 година, когато областта попада в Сърбия, от части от бившата Пиротска каза е създаден Лужничкият срез. Наименованието „Лужница“ започва да се разпространява за всички села от този срез.
През 1947 година Бежище и Шливовик са включени в община Бела Паланка.